# Ernst Burggaller
Ernst Günther Burggaller, né le 21 mars 1896 à Berlin et décédé le 2 février 1940 à Immenstaad am Bodensee, est un pilote automobile et un pilote moto allemand.

## Biographie
Pendant la Première Guerre mondiale, Ernst Burggaller devient pilote de chasse dans l'escadrille du célèbre baron Manfred von Richthofen. Après la guerre, il ouvre une école de conduite à Berlin. Il participe à ses premières courses sur moto en 1922 et remporte vingt-quatre victoires en trois ans et demi, en enfourchant successivement des Eichler & Bachmann, A.J.S., Mabeco, BSA, Standard, Imperia, et autres BMW  (vainqueur notamment à l'AVUS-Rennen 1926, en classe 750 cm3). En 1928, il se lance dans le pilotage sur voiture, et l'année suivante il est septième du Grand Prix d'Allemagne avec une Bugatti T37A privée. Il achète alors la Bugatti T35B d'Emil Bremme, et il termine deuxième du Championnat d'Europe de la montagne des voitures de sport 1930 derrière Rudolf Caracciola (la T35B lui permet la même année de gagner une course Sport à Buckow devant la Mercedes de Paul Köppen, la côte du Pyrmont au sud de Hanovre, en 1932 l'Eiffelrennen du Nürburgring, et en 1933 la côte de Gödöllõ, sur la route de Budapest à Hatvan.
De 1930 à 1932, il a été membre de la German Bugatti Team avec Heinrich-Joachim von Morgen et Hermann zu Leiningen. Il remporte la victoire Voiturette sur le Masaryk en 1932 avec la T51A, mais, la même année, lors du Grand Prix d'Allemagne, il se blesse à la cheville, ce qui l'écarte des circuits un certain temps. Avec sa Bugatti T35B dotée d'un moteur de T51, Burggaller s'est avéré être un des meilleurs pilotes allemands de la saison 1933, terminant deuxième à trois reprises dans la catégorie Voiturette.
Auto Union le contacte en 1934, mais il refuse l'offre, croyant qu'elle n'est pas assez bonne. À la suite d'un arrangement spécial, il participe avec Auto Union au Grand Prix d'Allemagne, alors que Zu Leiningen est malade. Toutefois, Burggaller s'engage à l'Eifelrennen où il finit à la troisième place, et au Masaryk qu'il termine deuxième. Après quelques autres courses de voiturettes, il rejoint la Luftwaffe avec le grade de Major en 1938. Commandant l'escadron Jagdgruppe II / JG51, il se dirige vers une cible pratiquement au bord du lac de Constance, à environ 4 km à l'est de Meersburg, quand son Messerschmitt 109E trop lent touche la surface de l'eau, le faisant s'écraser dans un mur de soutènement.

## Source de traduction
- (sl) Cet article est partiellement ou en totalité issu de l’article de Wikipédia en slovène intitulé « Ernst Burggaller » (voir la liste des auteurs).

- Notices d'autorité :   - VIAF
  - GND